# Bahnhof Basel St. Johann
Der Bahnhof Basel St. Johann ist einer der sechs Bahnhöfe auf dem Stadtgebiet von Basel. Er befindet sich im Stadtteil St. Johann in der Nähe der Nordtangente und wird von den SBB betrieben, aber nur von der SNCF angefahren.

## Geschichte

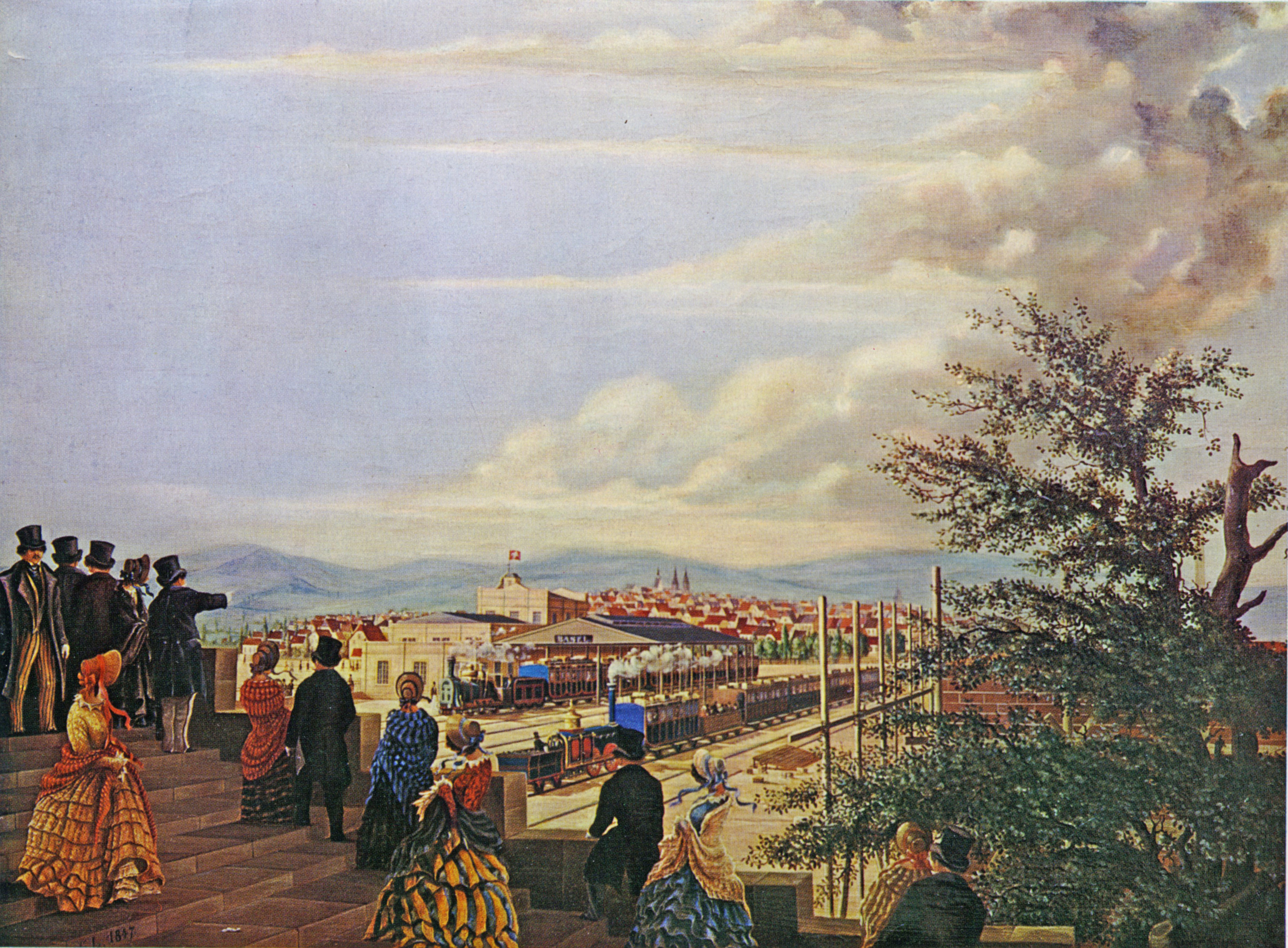
Ankunft des ersten Zuges aus Strassburg, 1844

Der erste Bahnhof Basels lag 1844 ebenfalls im St.-Johann-Quartier vor den damaligen Stadtmauern, jedoch nicht am heutigen Standort. Ab 1845 befand sich der Bahnhof der Elsässerbahn beim Schällemätteli. Für den direkten Anschluss an das schweizerische Eisenbahnnetz wurde ab 1860 die Linienführung ab dem heutigen Bahnhof St. Johann erneut geändert und die Endstation der französischen Linie zum Bahnhof Basel SNCF verlegt. Die ca. 3 Kilometer lange Strecke dazwischen war zuerst entlang dem Spalenring, aber verläuft heute in einem weiten Bogen und durch mehrere Tunnels, bevor sie das Birsigtal überquert und den Basler Centralbahnhof erreicht.
1903 und 1904 wurde eine Strassenbahnstrecke zwischen dem Bahnhof SBB und dem Lysbüchel erbaut, welche den Bahnhof St. Johann an das Basler Tramnetz anband. Sie führte über Burgfelderplatz und Kannenfeldplatz zum Bahnhof St. Johann, bevor sie südlich im Lysbüchel in die Strecke zur Landesgrenze bei Saint-Louis einmündete. 1935 wurde die Streckenführung verlegt, neu führte sie nach dem St.-Johanns-Bahnhof durch die Voltastrasse zum Voltaplatz. 1963 gab es wiederum eine Änderung, der Abschnitt Kannenfeldplatz – Voltaplatz wurde in die Gasstrasse verlegt und der St.-Johann-Bahnhof somit nicht mehr bedient. 2009 wurde der Abschnitt dann wieder in den Zustand von 1935 zurückverlegt und der Bahnhof damit wieder angebunden.

## Gegenwart und Zukunft

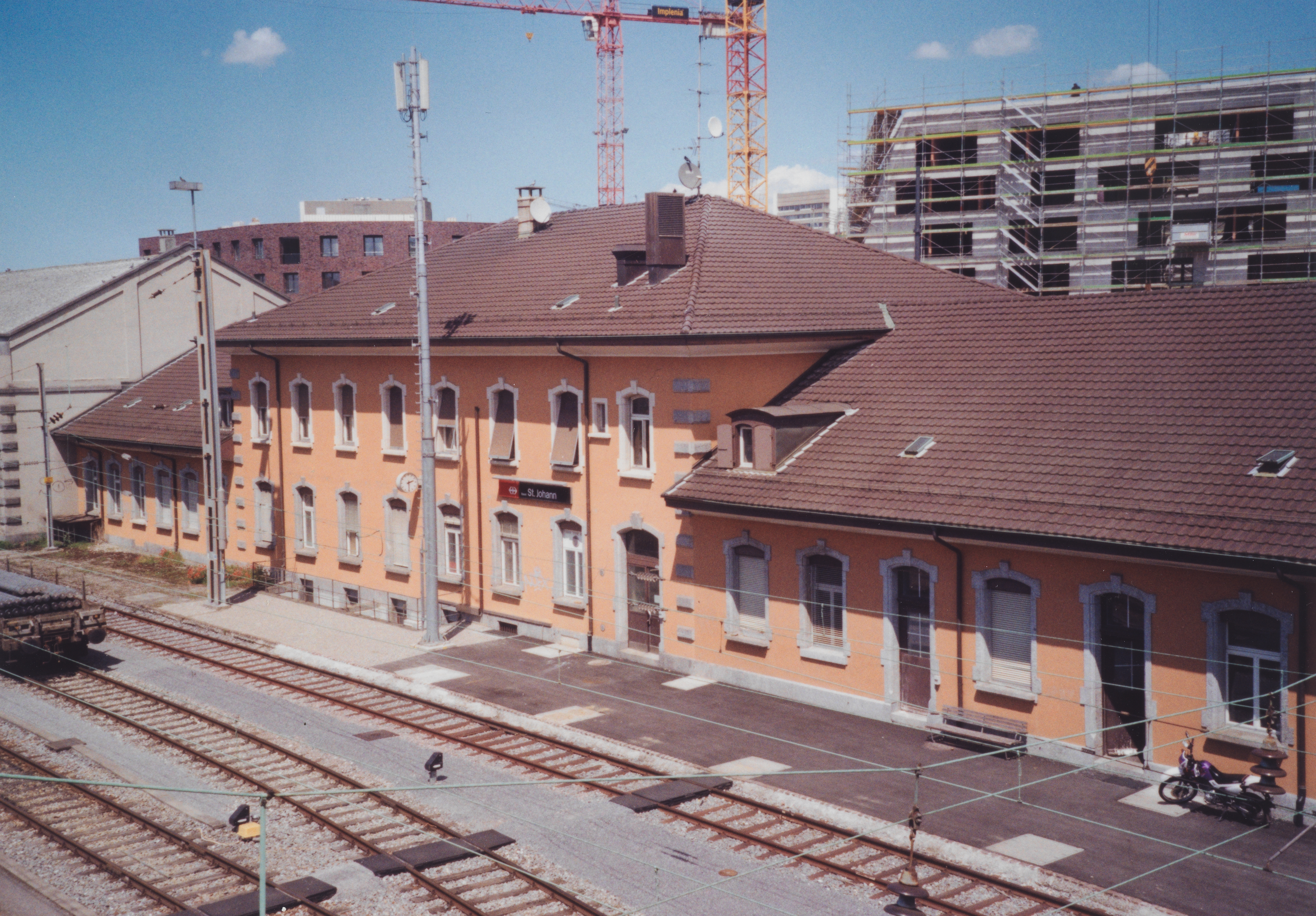
Dienstgebäude Bahnseite (2009)

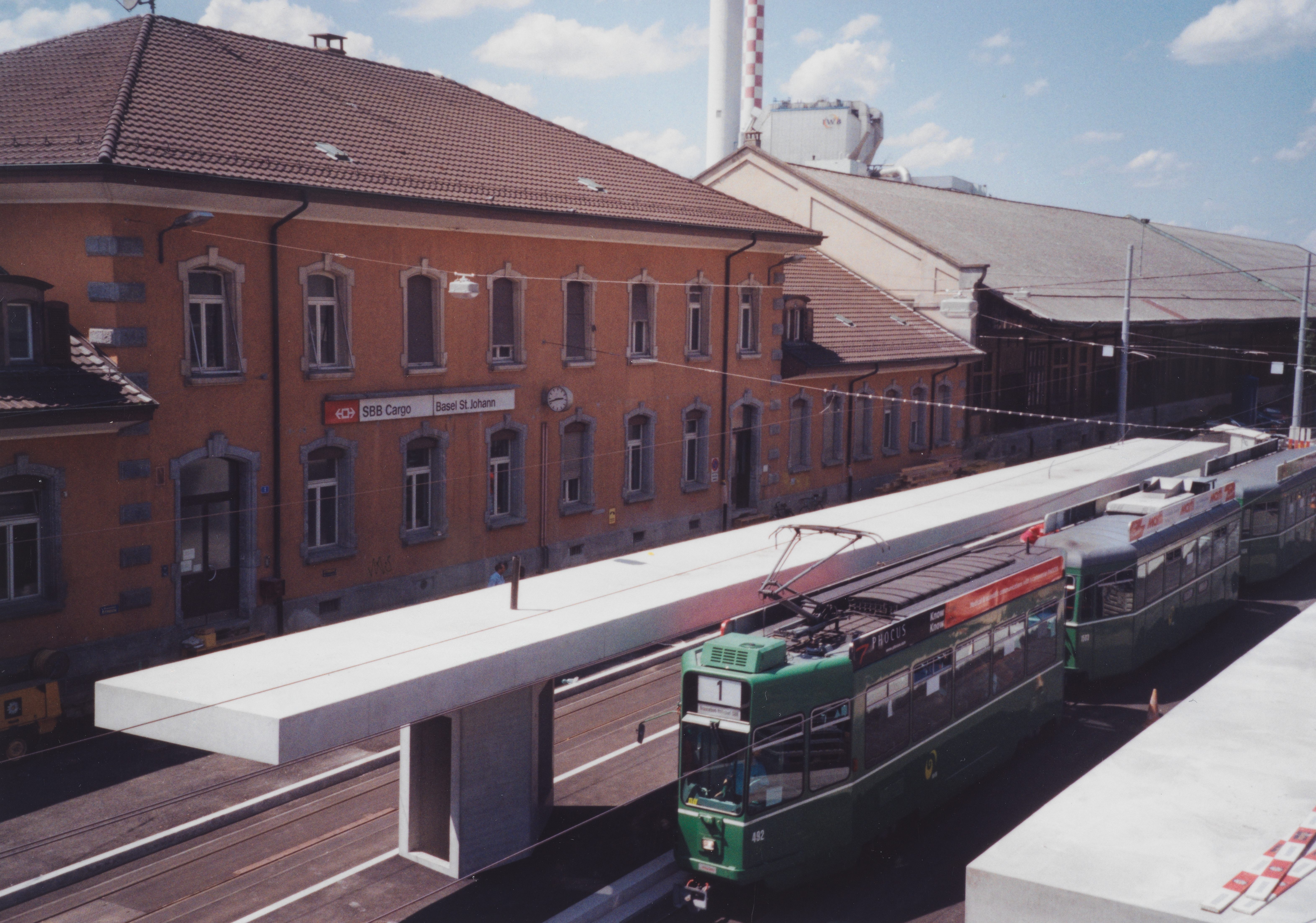
Dienstgebäude Strassenseite (2009)

Heute besitzt der Bahnhof St. Johann noch einen Bahnsteig mit zwei Gleiskanten (Gleis 7 und 8). Diese beiden sind auch die einzigen der insgesamt acht im Bahnhof liegenden Gleise, die noch regelmässig befahren werden. Die restlichen sechs werden noch sporadisch von rangierenden Güterzügen für die nahe Industrie befahren. Der überdachte Bahnsteig mit Wartehäuschen und Selbstverzollungsanlage ist von der den Bahnhof überquerenden Luzernerringbrücke über Treppe und Lift zugänglich.
Im nordwestlich der Bahnanlagen gelegenen alten Empfangsgebäude und der Zollhalle betreibt der Verein Stellwerk ein Gründerzentrum, das Kultur- und Kreativschaffenden einen Arbeitsort bietet. In den Gebäuden befinden sich ausserdem verschiedene Gastronomie- und Freizeitangebote.
Auf dem Bahnhofsvorplatz (Vogesenplatz) befindet sich die Tramstation mit drei Gleisen. Im angrenzenden «Voltacenter» befinden sich eine Coop-, eine Post- und eine Bank-Filiale sowie weitere kleinere Geschäfte wie eine Apotheke. Unter dem Vogesenplatz befindet sich eine Velostation der Stadt Basel. Die Veloparkanlage bietet 300 Abstellplätze. Sie ist kostenlos, aber nur mit einer Dauerkarte nutzbar. Auch beim Bahnsteigzugang gibt es Velo- und Motorrad-Abstellplätze (70 bzw. 10).
Das Staatsarchiv und das Kulturhistorische Museum von Basel planen direkt am Bahnhof (bzw. an der Entenweidstrasse) einen gemeinsamen Neubau. Das Projekt wurde im Mai 2019 vom Stimmvolk gutgeheissen und wird seit 2021 realisiert. 2027/28 soll der neue Standort eröffnet werden.
An der Stelle der alten Lagerhalle wollen die SBB Wohnungen bauen. Es sollen vier miteinander verbundene fünfstöckige Häuser mit je einem Innenhof gebaut werden. Die denkmalgeschützte Zollhalle soll stehen bleiben.

### Verbindungen
Weil lediglich die Regionalzüge des TER Grand Est Fluo den Bahnhof bedienen, hat er den Ruf eines Geisterbahnhofs. Die Züge verkehren in einem groben Stundentakt, zu den Hauptverkehrszeiten im Halbstundentakt. Der beschleunigte TER200, welcher Basel im Stundentakt mit Mulhouse, Colmar, Sélestat und Strassburg verbindet, hält nicht am Bahnhof St. Johann.
- TER Mulhouse – Saint-Louis – Basel St. Johann – Basel SNCF

Seit Anfang 2009 ist der Bahnhof (wieder) mit einer Haltestelle vor dem Hauptgebäude direkt an das Tramnetz der Basler Verkehrs-Betriebe (BVB) angeschlossen.
- 1 Dreirosenbrücke – Bahnhof St. Johann – Kannenfeldplatz – Schützenhaus – Bahnhof SBB/SNCF (– Kunstmuseum – Messeplatz – Badischer Bahnhof)
- 21 Bahnhof St. Johann – Dreirosenbrücke – Messeplatz – Badischer Bahnhof (nur Hauptverkehrszeiten)

Seit 2022 wird der Bahnhof an Wochentagen von der BLT mit Bussen angefahren, um das Arbeitsplatzgebiet Allschwil Bachgraben besser zu erschliessen
- 64 (Basel, Bahnhof St. Johann –) Basel, Bachgraben – Allschwil – Oberwil – Therwil – Reinach – Dornach, Bahnhof

Die BVB geben ausserdem die Bushaltestelle «Im Wasenboden» als Verbindungsstation an. Diese befindet sich rund 250 Meter vom Bahnsteigzugang entfernt südöstlich der Gleisanlagen. Dort besteht mit dem Bus 50 eine Verbindung zum Flughafen Basel-Mülhausen.
- 50 Bahnhof SBB/SNCF – Brausebad – Kannenfeldplatz – Im Wasenboden – EuroAirport
- 36 Schifflände – UKBB – Im Wasenboden – Kannenfeldplatz – Morgartenring – Neubad – Margarethen – Dreispitz – St. Jakob – Breite – Tinguely Museum – Wettsteinallee – Badischer Bahnhof – Kleinhüningen

### Geplante Verbindungen

#### S-Bahn
Die trinationale S-Bahn Basel soll neu aufgegleist werden. Mit dem Ausbau des Bahnknotens Basel öffnen sich Möglichkeiten, um neue Verbindungen herzustellen. Bis 2030 soll am EuroAirport ein neuer Flughafenbahnhof entstehen. Der Ausbau des S-Bahn-Angebots erfolgt schrittweise über die nächsten Jahrzehnte. Im Wesentlichen sind zwei Angebots-Zielzustände (Horizonte) vorgesehen:

##### Horizont 2030
Bis 2030 soll zwischen Basel SBB und dem EuroAirport eine Taktverdichtung stattfinden, und neu soll Basel St. Johann mit zwei S-Bahn-Linien angebunden werden. Durch Takterhöhungen auf andern Linien können die Linien neu verknüpft und zwischen Frankreich und der Schweiz neue S-Bahn-Direktverbindungen eingeführt werden. Zusammenfassend sind im Horizont 2030 folgende S-Bahn-Linien über Basel St. Johann vorgesehen:
- S 2  Liestal – Pratteln – Basel SBB – Basel St. Johann – EuroAirport – Mulhouse
- S 4  EuroAirport – Basel St. Johann – Basel SBB – Laufen

##### Horizont mit Herzstück
Dank dem Herzstück-Basel können im Endausbau der trinationalen S-Bahn Basel sämtliche S-Bahn-Linien durch das Zentrum von Basel durchgebunden werden. Für den Angebots-Zielzustand im Horizont mit Herzstück wurden noch keine Liniennummern vergeben. Folgende S-Bahn-Verbindungen über den Bahnhof St. Johann sind aber geplant:
- EuroAirport – Basel St. Johann – Basel SBB – Basel Bad Bf – Weil am Rhein – Müllheim (Baden) – Freiburg (Breisgau) Hbf
- Frick/Laufenburg – Stein-Säckingen – Rheinfelden – Basel SBB – Basel Mitte – Basel St. Johann – EuroAirport
- Liestal – Basel SBB – Basel Mitte – Basel St. Johann – EuroAirport – Mulhouse
- EuroAirport – Basel St. Johann – Basel SBB – Aesch

Um diese geplanten Angebotsverbesserungen schrittweise einführen zu können, sind allerdings grosse Infrastrukturmassnahmen nötig.

#### Tram
Auch das Tramnetz Basel soll aus- und umgebaut werden um in Zukunft zuverlässiger, stabiler und flexibler zu sein.
2030 soll die Haltestelle Bahnhof St. Johann weiterhin von den Tramlinien 1 und 21 bedient werden, diese sollen allerdings leicht geänderte Routen haben und beide den ganzen Tag verkehren. Zusätzlich soll die Einsatzline 11 zukünftig nicht mehr als Rundkurs durch die Stadt verkehren, sondern am Bahnhof St. Johann enden.
- 1 Dreirosenbrücke – Bahnhof St. Johann – Kannenfeldplatz – Schützenhaus – Bahnhof SBB/SNCF (– Kunstmuseum – Messeplatz – Badischer Bahnhof)
- E11 Reinach Süd – Gartenstadt – Dreispitz – Bahnhofeingang Gundeldingen – Heuwaage – Barfüsserplatz – Universität – Universitätsspital – Voltaplatz – Bahnhof St. Johann (nur Hauptverkehrszeiten)
- 21 Bahnhof St. Johann – Dreirosenbrücke – Messeplatz – Badischer Bahnhof

Im Bericht des baselstädtischen Grossen Rates wird ausserdem die Möglichkeit aufgebracht, die Linie E11 als Linie 12 ganztägig und nicht nur in den Hauptverkehrszeiten fahren zu lassen.
- 12 Reinach Süd – Gartenstadt – Dreispitz – Bahnhofeingang Gundeldingen – Heuwaage – Barfüsserplatz – Universität – Universitätsspital – Voltaplatz – Bahnhof St. Johann

### Trivia
In den französischen Regionalzügen und im Fahrplan der SNCF ist der Bahnhof unter dem französischen Namen Bâle St-Jean zu finden.
Basel St. Johann ist neben Le Locle Col-des-Roches einer der beiden einzigen Bahnhöfe der Schweiz, die ausschliesslich von einer ausländischen Bahn (in beiden Fällen der SNCF) bedient werden.